# Urocystis yunnanensis
Urocystis yunnanensis är en svampart som beskrevs av L. Guo 2003. Urocystis yunnanensis ingår i släktet Urocystis och familjen Urocystidaceae.   Inga underarter finns listade i Catalogue of Life.